# Stato libero di Anhalt
Lo Stato libero di Anhalt (in tedesco: Freistaat Anhalt) fu uno Stato della Germania dal 1918 al 1945 formatosi durante la Repubblica di Weimar. La capitale era a Dessau.

## Storia

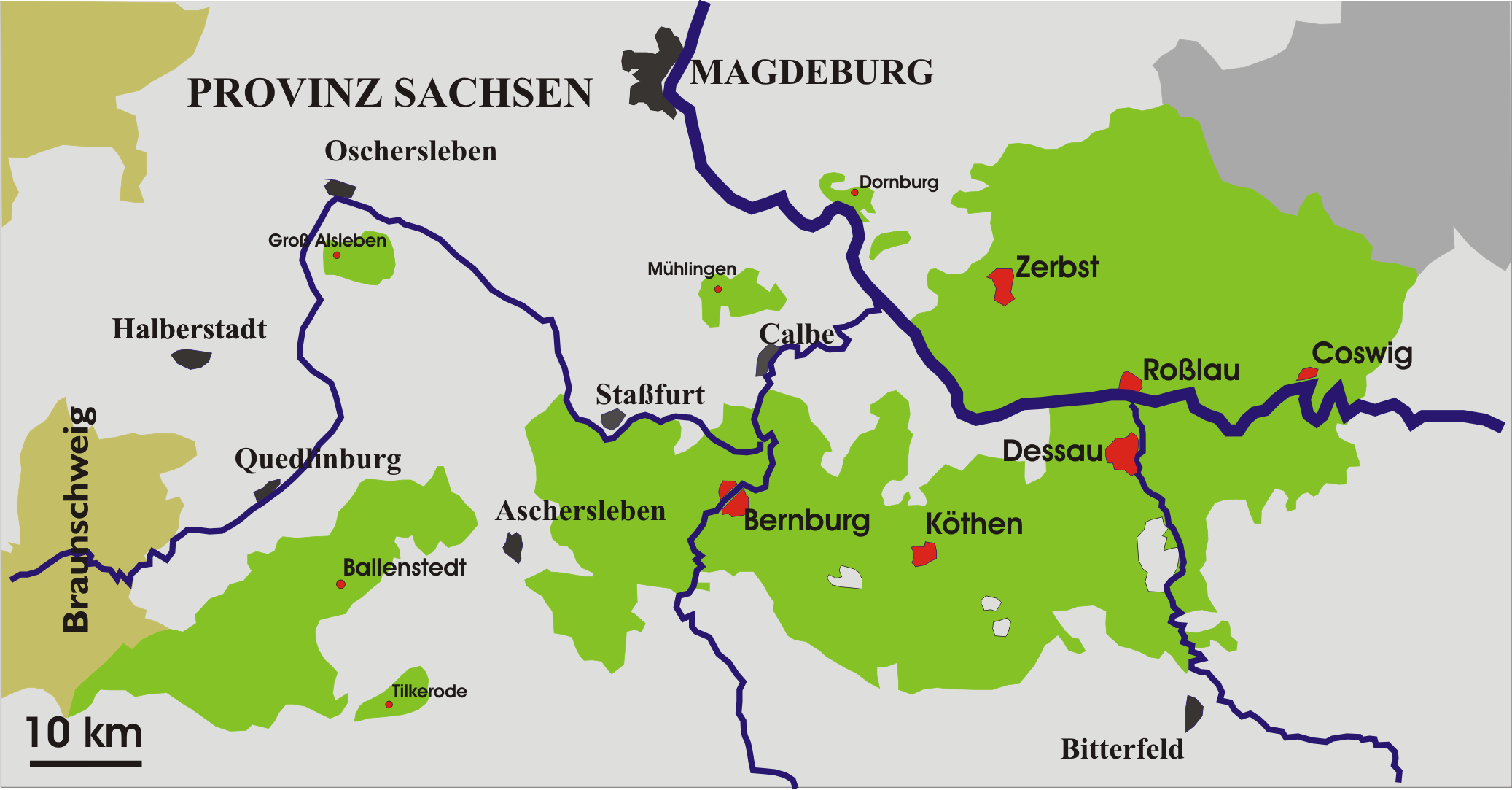
Mappa dettagliata dello Stato libero di Anhalt

Lo Stato libero di Anhalt venne formato dopo che il duca Gioacchino Ernesto di Anhalt ebbe abdicato il 12 novembre 1918 ponendo fine al regime monarchico nell'Anhalt. La nuova repubblica, fondata all'insegna della Repubblica di Weimar, e resistette de facto sino all'abolizione di tutti gli stati tedeschi da parte del nazismo nel 1933, divenendo parte del Magdeburgo-Anhalt.
Alla fine della Seconda Guerra mondiale quando la Germania venne suddivisa in aree di occupazione dagli Alleati, l'Anhalt venne unito alla provincia di Sassonia formando il Sassonia-Anhalt. Questo Stato venne dissolto nel 1952 per poi essere riformato nel 1990 dopo la riunificazione della Germania.

## Presidenti dello Stato libero di Anhalt
|            | Nome            | Inizio dell'incarico | Fine dell'incarico | Partito    |
| Presidente | Presidente      | Presidente           | Presidente         | Presidente |
| ---------- | --------------- | -------------------- | ------------------ | ---------- |
| 1          | Wolfgang Heine  | 1918                 | 1919               | SPD        |
| 2          | Heinrich Deist  | 1919                 | 1924               | SPD        |
| 3          | Willy Knorr     | 1924                 | 1924               | DNVP       |
| 4          | Heinrich Deist  | 1924                 | 1932               | SPD        |
| Gauleiter  |                 |                      |                    |            |
| 5          | Alfred Freyberg | 1932                 | 1940               | NASDAP     |
| 6          | Rudolf Jordan   | 1940                 | 1945               | NASDAP     |